# Rio Mussacavu
O Rio Mussacavu é um curso de água do arquipélago de São Tomé e Príncipe, localizado no distrito de Caué, ilha de São Tomé, corre para Sul até encontrar o mar junto à Praia da Lança e frente ao ilhéu dos Cocos, depois de passar junto à localidade de Vila Verde e de Santo António de Mussacavu.